# 南方大頷新鮋
南方大頜新鮋，為輻鰭魚綱鮋形目鮋亞目新平鮋科的其中一種，為熱帶海水魚，分布於東印度洋澳洲海域，為特有種，棲息深度10-137公尺，體長可達7.9公分，棲息在砂石底質底層水域，生活習性不明。